# Pteroceras cladostachyum
Pteroceras cladostachyum är en orkidéart som först beskrevs av Joseph Dalton Hooker, och fick sitt nu gällande namn av Henrik Aerenlund Pedersen. Pteroceras cladostachyum ingår i släktet Pteroceras och familjen orkidéer. Inga underarter finns listade i Catalogue of Life.